# العلاقات البوسنية الدومينيكانية
العلاقات البوسنية الدومينيكانية هي العلاقات الثنائية التي تجمع بين البوسنة والهرسك وجمهورية الدومينيكان.

## مقارنة بين البلدين
هذه مقارنة عامة ومرجعية للدولتين:
| وجه المقارنة                                              | البوسنة والهرسك                                             | جمهورية الدومينيكان |
| --------------------------------------------------------- | ----------------------------------------------------------- | ------------------- |
| المساحة (كم2)                                             | 51.20 ألف                                                   | 48.67 ألف           |
| عدد السكان (نسمة)                                         | 3.51 مليون                                                  | 10.40 مليون         |
| الكثافة السكانية (ن./كم²)                                 | 68.55                                                       | 213.68              |
| العاصمة                                                   | سراييفو                                                     | سانتو دومينغو       |
| اللغة الرسمية                                             | اللغة البوسنوية، اللغة الكرواتية، اللغة الصربية             | اللغة الإسبانية     |
| العملة                                                    | مارك بوسني                                                  | بيزو دومنيكاني      |
| الناتج المحلي الإجمالي (بليون دولار)                      | 18.17 مليار                                                 | 75.93 مليار         |
| الناتج المحلي الإجمالي (تعادل القوة الشرائية) بليون دولار | 41.35 مليار                                                 | 149.89 مليار        |
| الناتج المحلي الإجمالي الاسمي للفرد دولار أمريكي          | 4.25 ألف                                                    | 6.47 ألف            |
| الناتج المحلي الإجمالي للفرد دولار أمريكي                 | 10.43 ألف                                                   | 13.26 ألف           |
| مؤشر التنمية البشرية                                      | 0.733                                                       | 0.715               |
| رمز المكالمات الدولي                                      | +387                                                        | +1809، +1829، +1849 |
| رمز الإنترنت                                              | .ba                                                         | .do                 |
| المنطقة الزمنية                                           | توقيت وسط أوروبا، ت ع م+01:00، ت ع م+02:00، أوروبا/سراييفو ‏ | 00                  |

## منظمات دولية مشتركة
يشترك البلدان في عضوية مجموعة من المنظمات الدولية، منها:
| علم المنظمة | اسم المنظمة                        | تاريخ انضمام البوسنة والهرسك | تاريخ انضمام جمهورية الدومينيكان |
| ----------- | ---------------------------------- | ---------------------------- | -------------------------------- |
|             | الاتحاد البريدي العالمي            | ?                            | ?                                |
|             | يونسكو                             | 2 يونيو 1993                 | 4 نوفمبر 1946                    |
|             | البنك الدولي للإنشاء والتعمير      | 25 فبراير 1993               | 18 سبتمبر 1961                   |
|             | وكالة ضمان الاستثمار متعدد الأطراف | 19 مارس 1993                 | 7 مارس 1997                      |
|             | مؤسسة التمويل الدولية              | 25 فبراير 1993               | 31 أكتوبر 1961                   |
|             | منظمة الشرطة الجنائية الدولية      | ?                            | ?                                |
|             | الأمم المتحدة                      | 22 مايو 1992                 | 24 أكتوبر 1945                   |
|             | مؤسسة التنمية الدولية              | 25 فبراير 1993               | 16 نوفمبر 1962                   |
|             | منظمة حظر الأسلحة الكيميائية       | ?                            | ?                                |

## وصلات خارجية
- موقع وزارة الخارجية البوسنية